# MIRACLE (DOPING PANDAの曲)
「MIRACLE」（ミラクル）は、日本のロックバンド、DOPING PANDAのシングル。2006年2月8日、gr8!recordsよりリリース。

## 解説
- バンド初のシングル。
- 初回生産限定盤と通常盤の2形態で発売。初回盤はDVD付きで、メンバー自作自演のコメディータッチのドラマが収録されている。

## 収録曲

### CD
1. MIRACLE (4:00)
（作詞・作曲：Yutaka Furukawa　編曲：DOPING PANDA）
2. MIRACLE -Bodyrockers TOKYO PUSSY MIX- (5:23)
（編曲：Bodyrockers）
3. MIRACLE -PLAYGROUP REMIX- (6:51)
（編曲：PLAYGROUP）

### 初回特典DVD
- DOPING PANDA The short movies - EPISODE I